# Médaille Engler
La médaille Engler est une distinction botanique décerné par l’International Association for Plant Taxonomy depuis 1986. Commémorant le botaniste allemand Heinrich Gustav Adolf Engler (1844-1930), elle est attribuée tous les six ans, lors des congrès internationaux de botanique, à un botaniste pour l’importance de ces travaux en taxinomie végétale. Depuis 2002, cette récompense est scindée en trois : 
- la médaille d'argent Engler (décernée annuellement pour une publication remarquable sur la taxinomie des plantes à fleurs),
- la médaille Stafleu (décernée annuellement pour une publication portant sur les aspects historiques, bibliographiques ou nomenclaturaux de la taxinomie végétales),
- la médaille Stebbins (décernée annuelle pour une publication portant sur l’évolution des plantes).

## Liste des lauréats
- 1987 : Frans Antonie Stafleu (1921-1997).
- 1999 : William Thomas Stearn (1911-2001).
- 1999 : Peter Hamilton Raven (1936-).

## Source
- (en) Site officiel de l'International Association for Plant Taxonomy